# Уильямс, Грант (футболист, 2004)
Аханна Грант Уильямс (англ. Ahanna Grant Williams; род. 14 января 2004) — нигерийский футболист, вингер клуба «Херес Депортиво B».

## Карьера

### «Вишков»
Воспитанник нигерийской футбольной академии «Суперстар». В феврале 2022 года футболист перешёл в чешский клуб «Вишков», где стал выступать за молодёжную команду. За основную команду клуба футболист дебютировал 3 сентября 2022 года в матче против клуба «Карвина», выдя на замену на 67 минуте. За первую половину сезона футболист сыграл ща клуб лишь в 3 матча во всех турнирах, результативными действиями не отличившись.

#### Аренда в «Бланско»
В феврале 2023 года футболист на правах арендного соглашения присоединился к чешскому клубу «Бланско». Дебютировал за клуб 4 марта 2023 года в матче против клуба «Ганацка Славия», выйдя на поле в стартовом составе. Первым результативным действием за клуб отличился 6 мая 2023 года в матче против клуба «Угерски-Брод», отдав голевую передачу. На протяжении сезона футболист был одним из ключевых игроков клуба, за который отличился 3 результативными передачами. По окончании срока арендного соглашения покинул клуб.

#### Аренда в «Супер Нову»
В июле 2023 года футболист на правах арендного соглашения присоединился к латвийскому клубу «Супер Нова». Дебютировал за клуб 21 июля 2023 года в матче против клуба «Метта», выйдя на замену в начале второго тайма. Дебютный гол за клуб забил 1 октября 2023 года в матче против клуба «Елгава». Завершил сезон вместе с клубом на итоговом последнем месте в чемпионате на итоговом последнем месте, отличившись забитым голом и результативной передачей. По окончании срока действия арендного соглашения в декабре 2023 года футболист покинул латвийский клуб.

### «Херес Депортиво»
В феврале 2024 года футболист перешёл в испанский клуб «Херес Депортиво».